# Stachyridopsis chrysaea
El timalí dorado (Stachyridopsis chrysaea) es una especie de ave paseriforme de la familia Timaliidae propia de las montañas del sudeste asiático.

## Distribución y hábitat

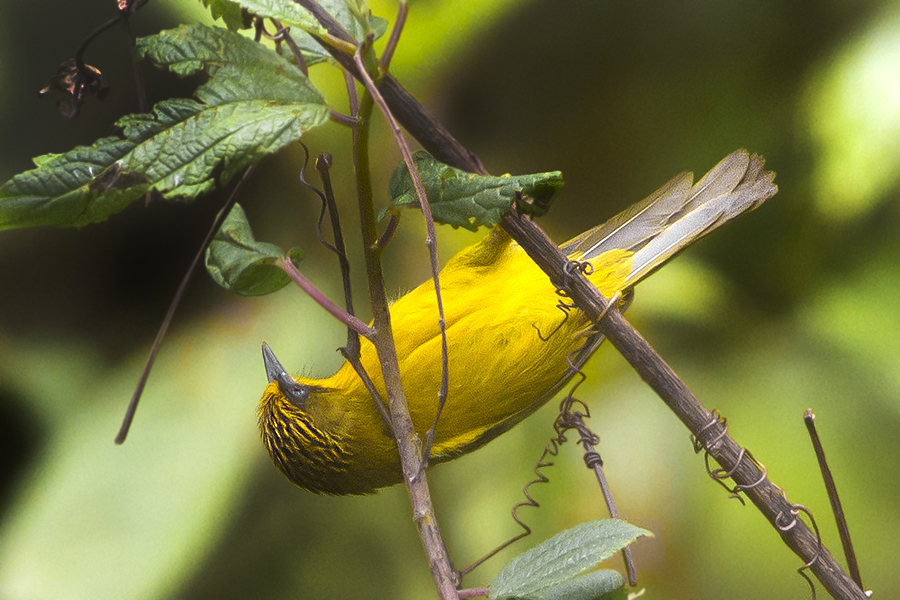
Sus partes inferiores de color amarillo intenso le dan su nombre al timalí dorado.

Se encuentra en las montañas del sudeste asiático desde el Himalaya oriental a Sumatra. Su habitat natural son los bosques húmedos tropicales y subtropicales de montaña.